# Placa de Panamà

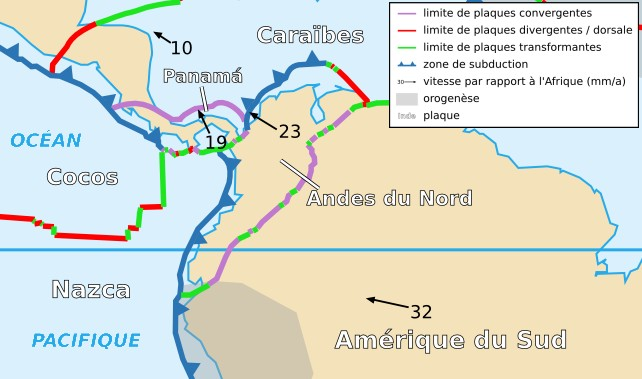
Mapa de la Placa de Panamài les plaques veïnes (en francès)

La Placa de Panamà és una petita placa tectònica situada entre la Placa de Cocos i la Placa de Nazca al sud i la Placa del Carib cap al nord. La seva superfície és de 0,00674 estereoradiants. En general s'associa amb la Placa del Carib.
La majoria dels seus límits són marges convergents, incloent una zona de subducció a l'oest. La seva superfície és ocupada, en la seva major part, pels estats de Panamà i Costa Rica.
El desplaçament de la placa de Panamà es produeix a una velocitat de rotació de 0,9069° per milió d'anys en un pol d'Euler situat a 54° 06' latitud nord i 90° 25' de longitud oest (referència: Placa pacífica)